# Osmorhiza claytonii
Osmorhiza claytonii е вид многогодишно растение от семейство Сенникови (Apiaceae). Видът е незастрашен от изчезване.

## Разпространение
Osmorhiza claytonii е разпространен в Северна Америка (Канада и източните части на САЩ).